# 眠り姫 (SEKAI NO OWARIの曲)
「眠り姫」（ねむりひめ）は、日本のバンド・SEKAI NO OWARIのメジャー3作目、通算5作目のシングル。2012年5月30日にトイズファクトリーから発売された。

## 概要
前作「スターライトパレード」から、約6ヶ月ぶりのシングル。
ジャケットが異なる初回限定盤Aと初回限定盤B、通常盤の3形態で発売された。初回限定盤Aはトールケース仕様で、特典として音楽雑誌『MUSICA』で連載されていた深瀬によるストーリーと、ファンタジスタ歌磨呂がコラボしたフォトブックが同梱された。初回限定盤Bには特典として表題曲のミュージック・ビデオが収録されたDVDが同梱された。また、通常盤の初回生産分には謎のDVDが当たるスクラッチカードが封入された。
表題曲は、2010年12月23日に行われた『世界の終わり 秋のワンマンツアー2010』の東京公演で初披露されていた楽曲。深瀬曰く「パッと出してサラッと消化されたくないな、という気持ちがすごくあった曲なので、ベストな完成形を追求していたのと、トータルな面で発表の仕方を考えながらリリースのタイミングを見計らっていた」とのこと。
今作を引っ提げてテレビ朝日系列音楽番組『ミュージックステーション』に初出演。表題曲を披露した。
今作の発売を記念し、大阪府・千里セルシー、東京都・ラクーア ガーデンステージでフリーライブを開催した。

## チャート成績
オリコンチャートにおいて4位を獲得。トップ10入りはシングル「天使と悪魔/ファンタジー」以来3作ぶりで、自身初のトップ5入りを果たした。

## 収録内容
1. 眠り姫 [5:32]
作詞・作曲：深瀬慧
編曲：SEKAI NO OWARI
補編曲：保本真吾
  - 『世界の終わり 秋のワンマンツアー2010』で披露された際は、ロック色が強かったが、そこからストリングスを入れてファンタジックなアレンジが加えられているが、完成までかなり難航したという[3]。
  - ミュージック・ビデオは藤村享平が監督を務めた。死の女神役で宮崎あおいが出演し、ストーリー仕立ての映像となっている[6]。
2. 生物学的幻想曲 [3:47]
作詞・作曲：深瀬慧
編曲：SEKAI NO OWARI
  - デモの段階ではアレンジも暗くて、深瀬としてはお蔵入りになる可能性が高かったが、後半のサビのコード進行を変えたことにより回避されたという。アコーディオンを取り入れて異国風の要素を醸し出しているが、これは意図的ではなくアレンジを重ねる内に自然にそうなったという。また、DJ LOVEは聴いた人が踊れるような感じになってほしいと、ギターはファンク系の小気味良くて温かみと懐かしさがあるようなサウンドを目指したという。歌詞は深瀬曰く「ちょっと怖い絵本や影絵をイメージした」という[3]。
3. インスタントラジオ -2011.11.22 at 日本武道館- [5:11]
作詞：深瀬慧
作曲：深瀬慧、中島真一
編曲：SEKAI NO OWARI
  - 前年に行われた日本武道館でのワンマンライブ『SEKAI NO OWARI at 武道館』からのライブ音源。

## 参加ミュージシャン
SEKAI NO OWARI
- 中島真一：Sound Produce & Guitar & Vocal
- 深瀬慧：Vocal & Guitar
- 藤崎彩織：Piano
- LOVE：DJ

## 収録アルバム
- ENTERTAINMENT (#1, 2)